# صد کوه معروف ژاپن

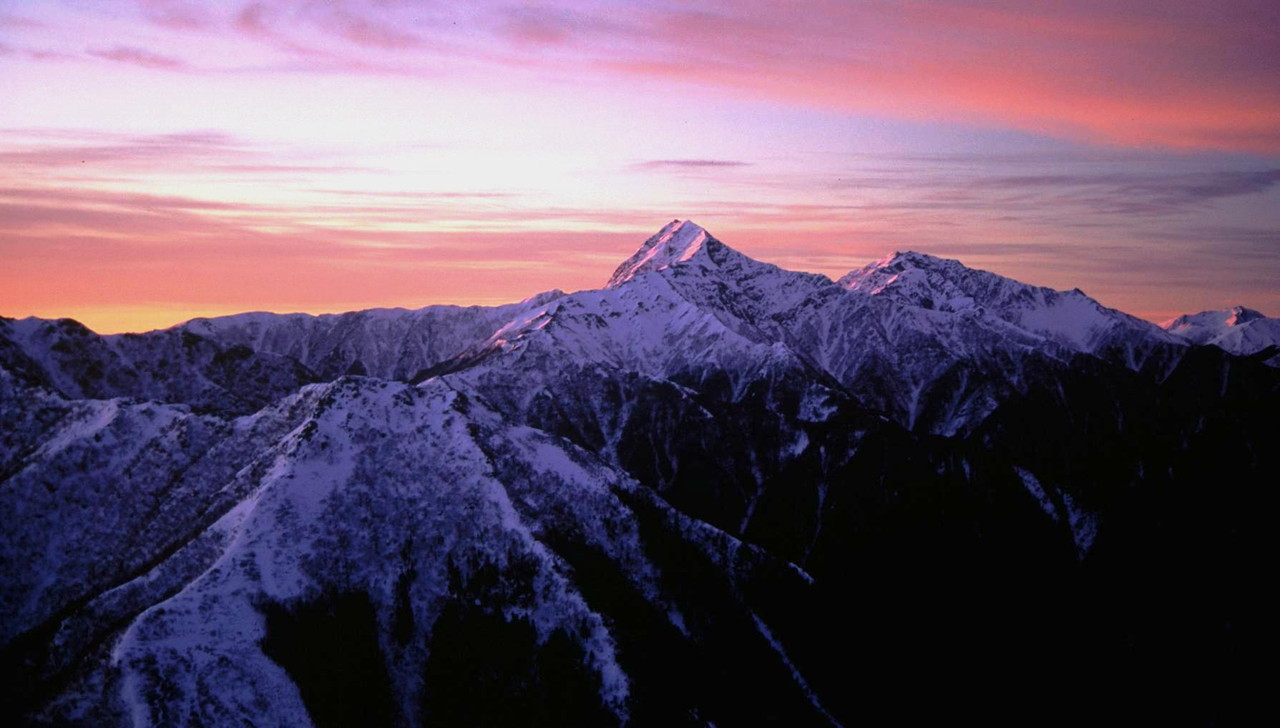
کوه کیتا

۱۰۰ کوه معروف ژاپن (日本百名山 Nihon Hyaku-meizan) نام کتابی اثر نویسندهٔ ژاپنی، فوکادا کیویا است. فوکودار در زمینهٔ تحریر مطلب در مورد کوه معروفترین نویسنده در ژاپن به‌شمار می‌رود. نویسنده که کوهنورد نیز می‌باشد عملاً کوه‌های معروف ژاپن را شخصاً تا قله طی کرده و براساس مقیاس‌هایی که خود در نظر گرفته از میان این کوه‌ها ۱۰۰ کوه را برای درج در کتاب در نظر گرفته‌است. این کتاب برای نخستین بار در سال ۱۹۶۴ به چاپ رسید و در شانزدهمین دوره جایزه ادبیات یومی‌اوری عنوان کتاب منتخب را از آن خود کرد. 

## هوکایدو
- کوه‌های آتش‌فشانی آکان
- کوه‌های آتش‌فشانی دایستسوزان
- پوروشیری
- رائوسو
- ریشیری
- شاری
- توکاچی
- تومورائوشی
- یوتئی

## ناحیه توهوکو
- آداتارا
- آیزو-کوماگاتاکه
- آساهی
- آزوما
- باندائی
- چوکائی
- گاسان
- هاچیمانتائی
- هاکودا
- هایاچینه
- هیراگاتاکه
- هیوچی‌گاتاکه
- ایئیده
- ایواکی
- ایواته
- ماکیهاتا
- ناسو
- شیبوتسو
- اچیگو-کوماگاتاکه
- زائو

## ناحیه کانتو
- آکاگی
- آساما
- آزومایا
- هوتاکا
- کوساتسو-شیرانه
- نائبا
- نانتائی
- نیکو-شیرانه
- سوکائی
- تانیگاوا
- تانزاوا
- تسوکوبا

## ناحیه چوبو
- آینو
- آکائیشی
- آماگی
- آماکازاری
- دایبوساتسو
- انا
- فوجی‌سان
- گوریو
- هاکو
- هیجیری
- هیوچی
- هوئو
- هوتاکا
- جونن
- هایکوما
- کاسا
- کاشیما یاری‌گاتاکه
- کینپو
- کیریگامینه
- کیسوکوما
- کیتا
- کوبوشی
- کوموتوری
- کورو
- کوروبه-گورو
- میزوگاکی
- میوکو
- نوریکورا
- اونتاکه
- ریوکامی
- سنجو
- شیومی
- شیروئوما
- تاکاتسوما
- تاتشینا
- تاته
- تکاری
- تسوروگی
- اوتسوگی
- واروساوا
- واشیبا
- یاکه
- یاکوشی
- یاری
- یاتسوگاتاکه
- کوهستان اوتسوکوشیگاهارا

## غرب ژاپن
- آراشیما
- آسو
- دایسن
- ایبوکی
- ایشیزوچی
- کایمون
- کیریشیما
- کوجو
- میا-نو-اورا
- ادایگاهارا
- امینه
- سوبو
- تسوروگی